# Halskrause (Mode)

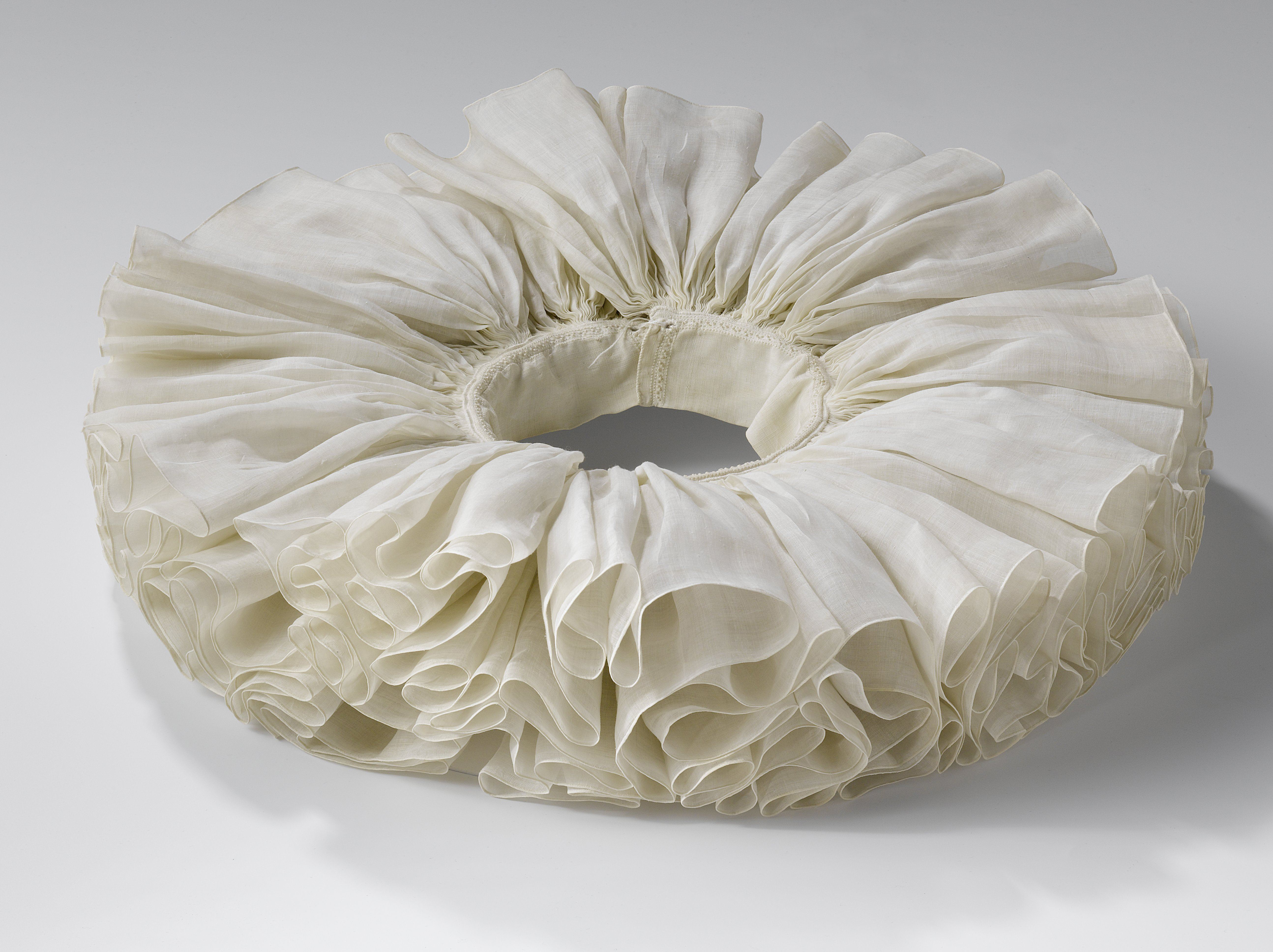
Niederländische Halskrause, ca. 1615–1635

Die Halskrause (auch Kröse, Krulle, Fraise, Duttenkragen, Mühlsteinkragen) entstand als Bestandteil der spanischen Mode im 16. Jahrhundert aus dem in Rüschen gezogenen Abschluss des Kragens. Die Halskrause war in der Regel aus weißem Leinen, gestärkt, mit einer Brennschere röhrenförmig getollt (Pfeifenkragen). Sie wurde auch mit Spitze verziert oder ganz aus Spitze hergestellt, vor allem für Damen. Gelegentlich kamen auch ungestärkte, weiche Krausen vor. Die Halskrause war fester Bestandteil der gehobenen Ausgehkleidung sowohl von Männern als auch von Frauen.
In Spanien selber nannte man sie in einer witzigen Anspielung lechuguilla („Salätchen“) und gegen Ende des 16. Jahrhunderts wurden die Halskrausen so ausladend, dass man sie in Deutschland als Mühlsteinkragen bezeichnete. Besonders in der Damenmode zwischen ca. 1590 und ca. 1625 erschienen manchmal riesige, fantastisch geformte Gebilde, zum Teil mit großen Röhren und oft aus reiner Spitze. 
In der französischen, englischen und holländischen Herrenkleidung wurde die unbequeme Krause schon ab Ende der 1580er Jahre gelegentlich durch einen flach aufliegenden Kragen aus Leinen − wie ihn die unteren Schichten schon lange trugen − oder Spitze ersetzt. Ab etwa 1600 setzten sich diese nach und nach gegen die Halskrause durch. Die feinen, gelegentlich auf einer gestärkten Unterlage aufliegenden und damit „stehenden“ Spitzenkragen, die auch quadratisch sein konnten, wurden auf Englisch Piccadills genannt. Das Wort könnte von dem spanischen „picadillo“ stammen, „picado“ bedeutet „durchbohrt“ oder „durchstochen“. Die Londoner Straße Piccadilly hat ihren Namen vom Geschäft des Kragenschneiders Robert Baker, das dort 1612 eröffnete und als Piccadilly Hall bezeichnet wurde. 
Auch in Spanien kam Kritik gegen die riesigen Krausen auf, die zur obligatorischen Hoftracht des spanischen Adels gehörten, unter anderem durch Schriftsteller wie Cervantes. König Philipp IV. schaffte die Krausen an seinem Hof 1621 offiziell ab und ersetzte sie durch schlichte tellerförmige Stehkragen oder Liegekragen, um so in einem symbolischen Akt auch die die Trägheit und Macht der konservativen spanischen Elite zu beschneiden.
Im Gegensatz zur streng hochgeschlossenen spanischen Mode mit Halskrause trugen die Damen in Frankreich schon im 16. Jahrhundert auch Dekolleté und verwendeten dann einen Stehkragen (Stuart- oder Medicikragen; manchmal zusammen mit Halskrause). 
In der bürgerlichen Kleidung der Niederlande hielt sich die Halskrause jedoch noch lange und in den Hansestädten auch als Bestandteil von Amtstrachten, u. a. der Bürgermeister, Senatoren und Professoren.
Die Halskrause überlebte auch in der Commedia dell’Arte bis ins 18. Jahrhundert und scheint sogar gelegentlich von dort aus in der Rokoko-Mode wieder aufgetaucht zu sein, wie man es auf Gemälden von Watteau, Fragonard u. a. sehen kann. Sie ist auch typisch für das Kostüm des Pierrot und mancher Clowns. Auch im 19. Jahrhundert waren manchmal kleine, dezente Krausen bei Damen in Mode.
Noch heute wird die Halskrause zum Talar zum Teil von lutherischen Pastorinnen und Pastoren in norddeutschen Städten wie Hamburg, Lübeck, Wismar, Rostock, Stralsund und im süddeutschen Augsburg sowie in Dänemark, den Färöern und Grönland getragen.

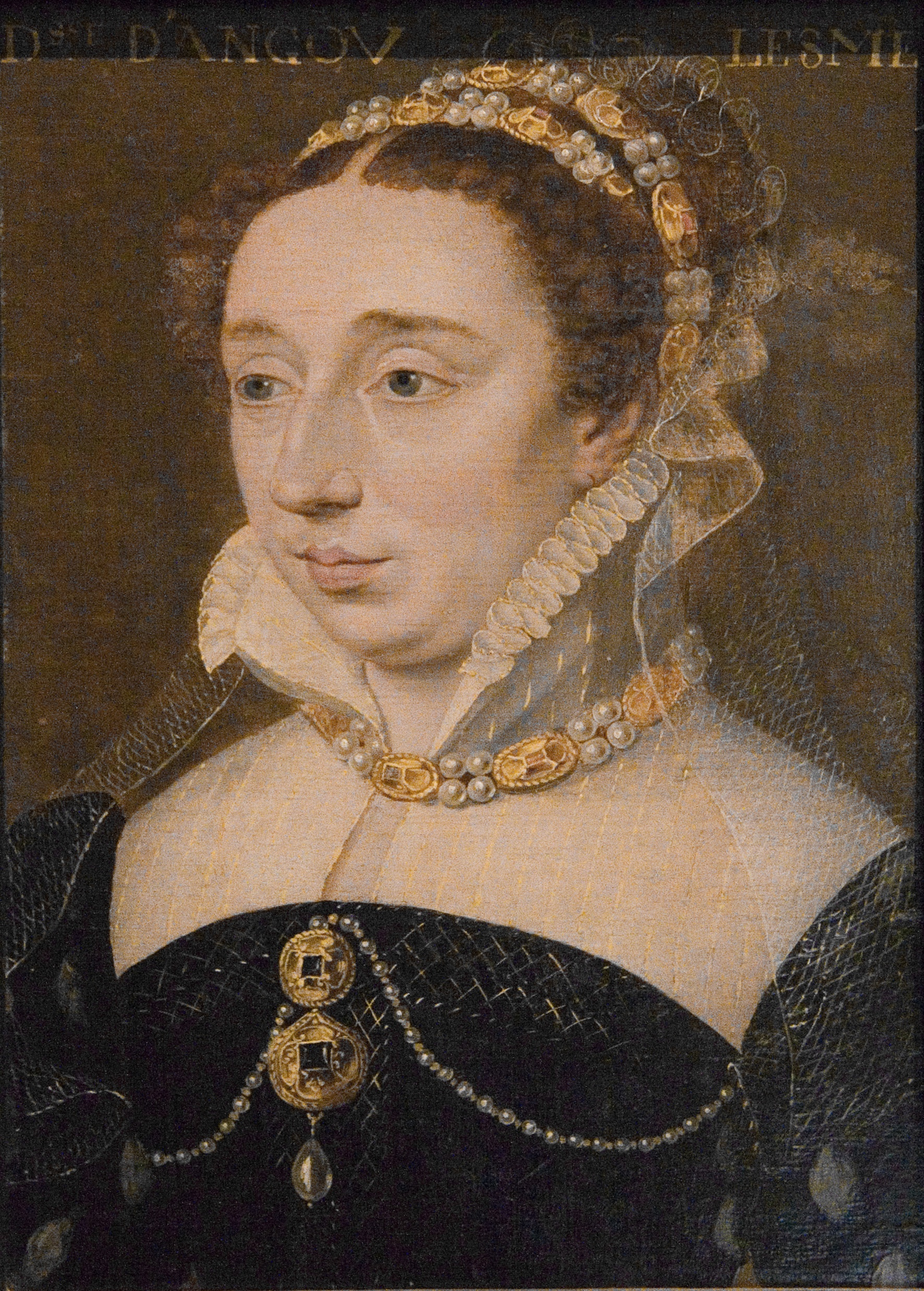
Diane de France, Duchesse d’Angoulême, um 1560. Ein vorn offener Stehkragen mit kleinem Krausbesatz ist eine Vorform der eigentlichen Krause. Besonders beliebt waren solche Halbkrausen in der französischen Damenmode.
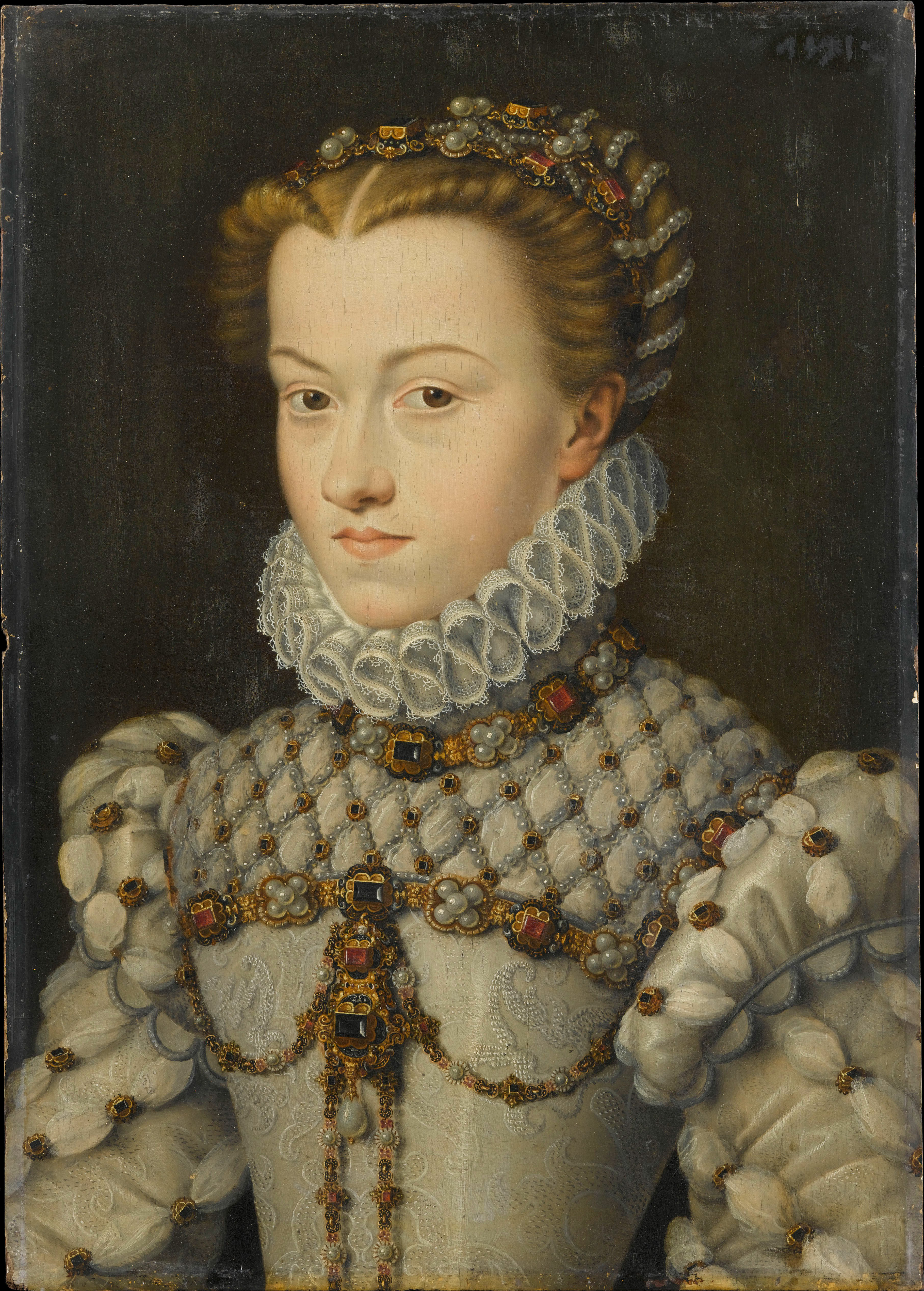
François Clouet: Elisabeth von Österreich, Königin von Frankreich, ca. 1571
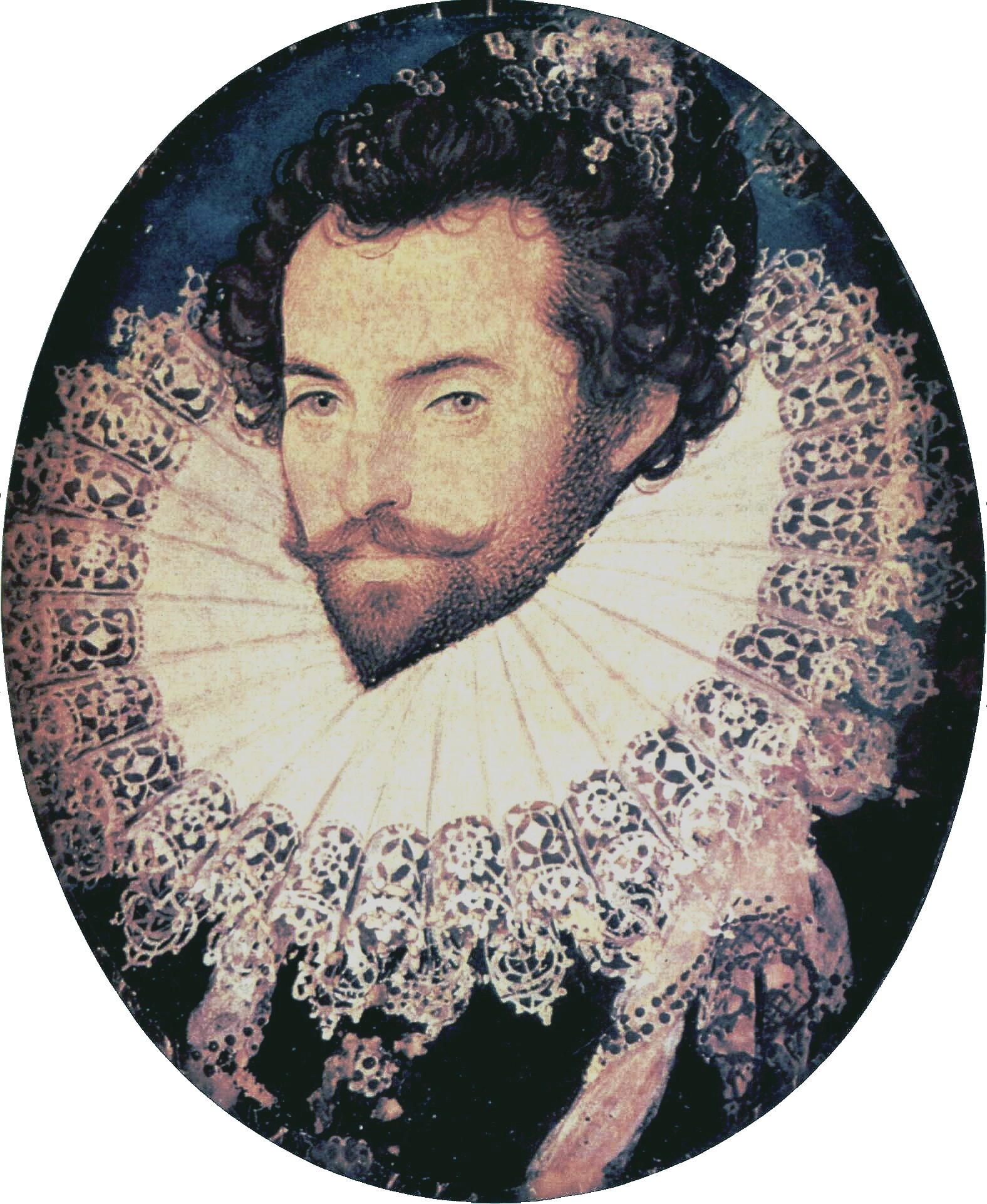
Nicholas Hilliard: Sir Walter Raleigh, ca. 1585. Spitzenbesatz war auch bei Herren üblich.
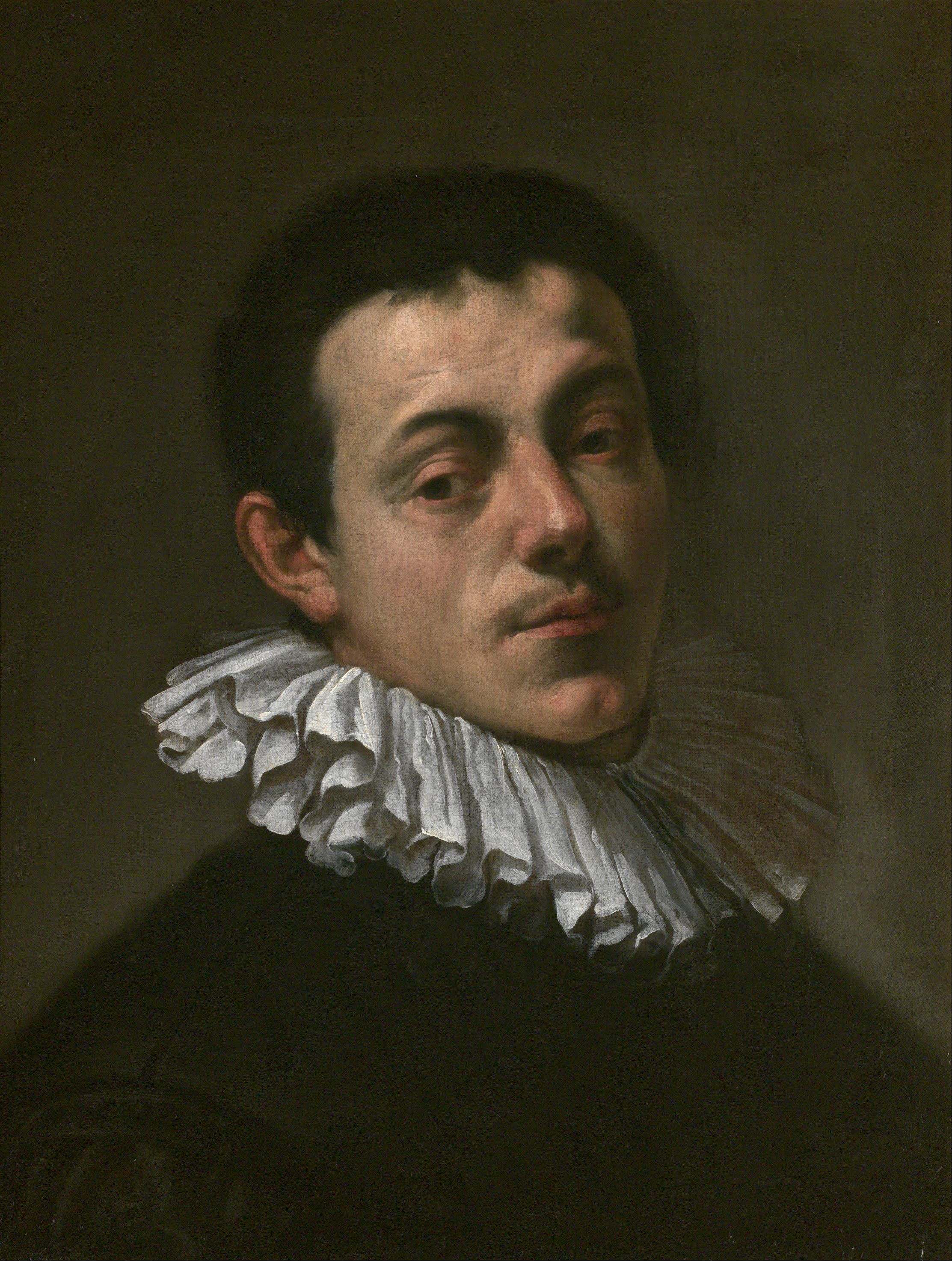
Hans von Aachen: Der Maler Joseph Heintz, 1585. Eine weiche, ungestärkte Krause.
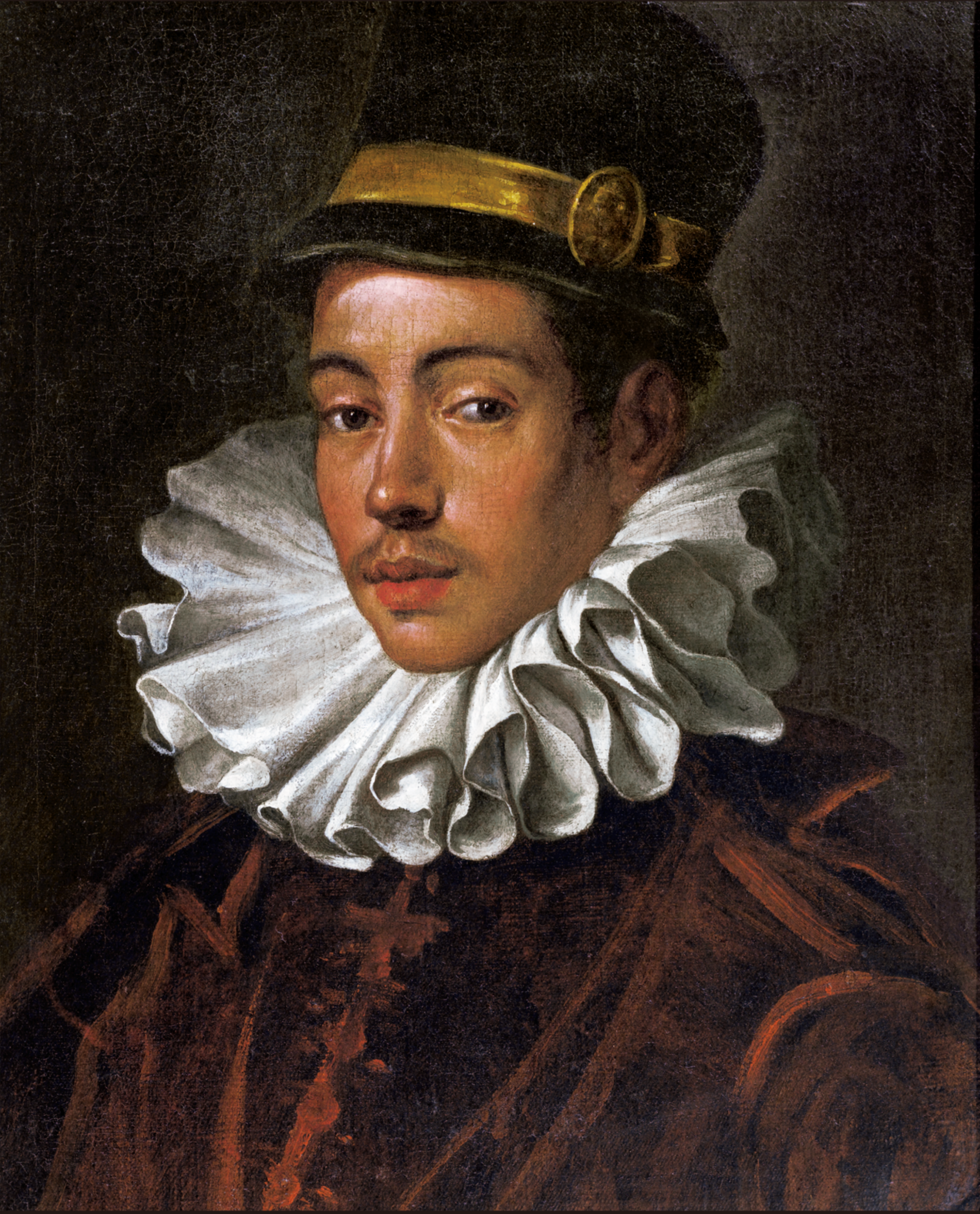
Ito Mancio, 1585
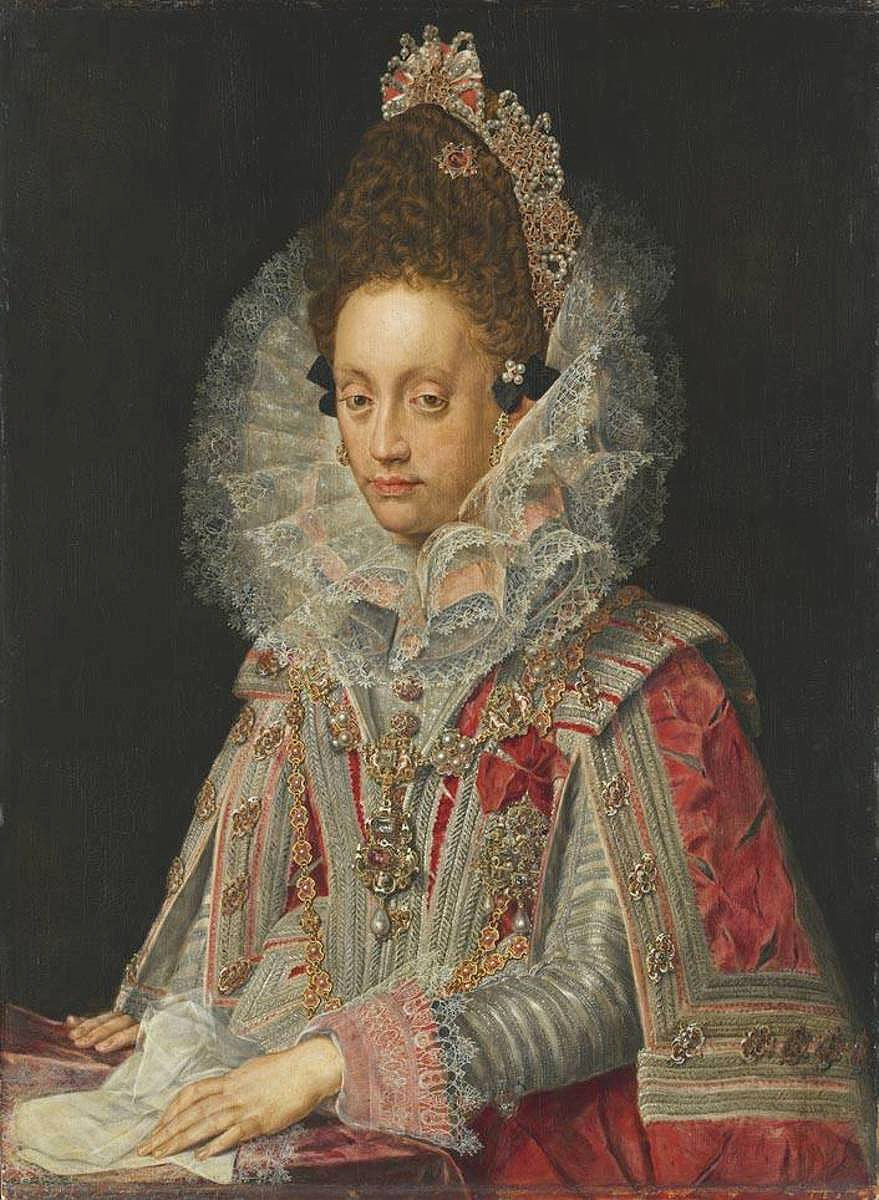
Peter Candid: Herzogin Magdalena von Bayern, ca. 1613
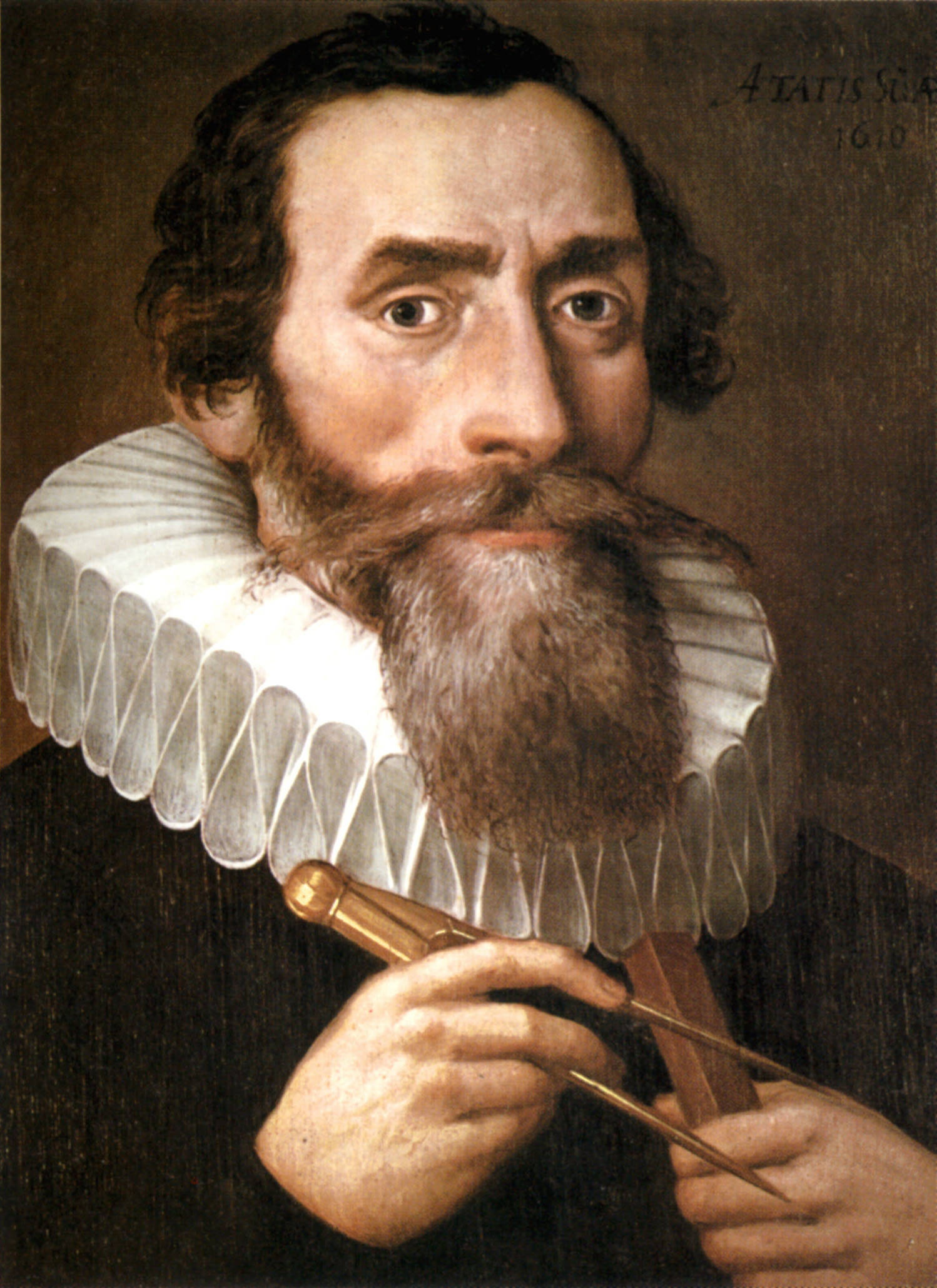
In der Authentizität umstrittenes Porträt, das angeblich Johannes Kepler zeigt (1610)
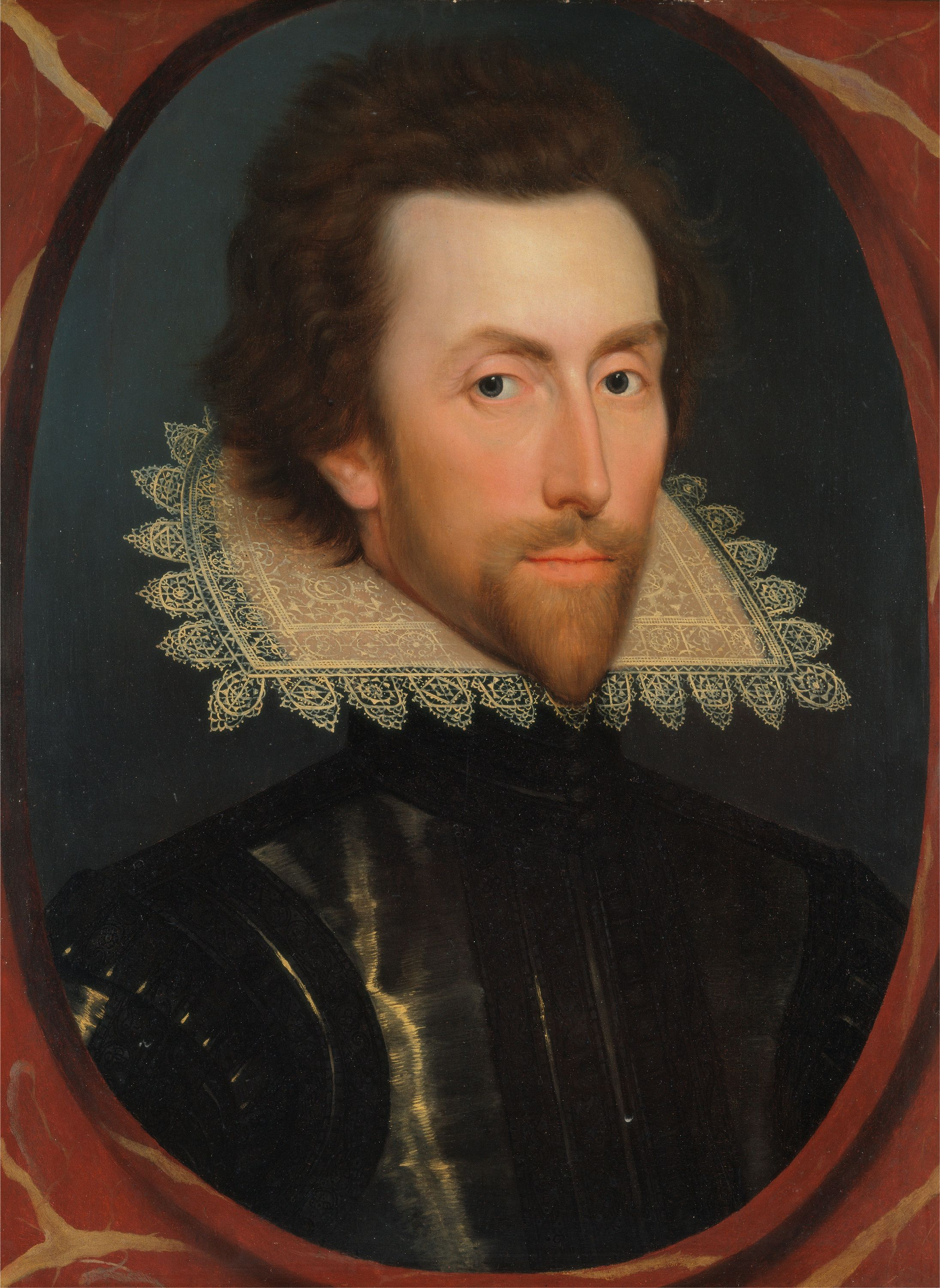
Grey Brydges, 5th Baron Chandos, um 1615, mit einem Piccadill aus Spitze
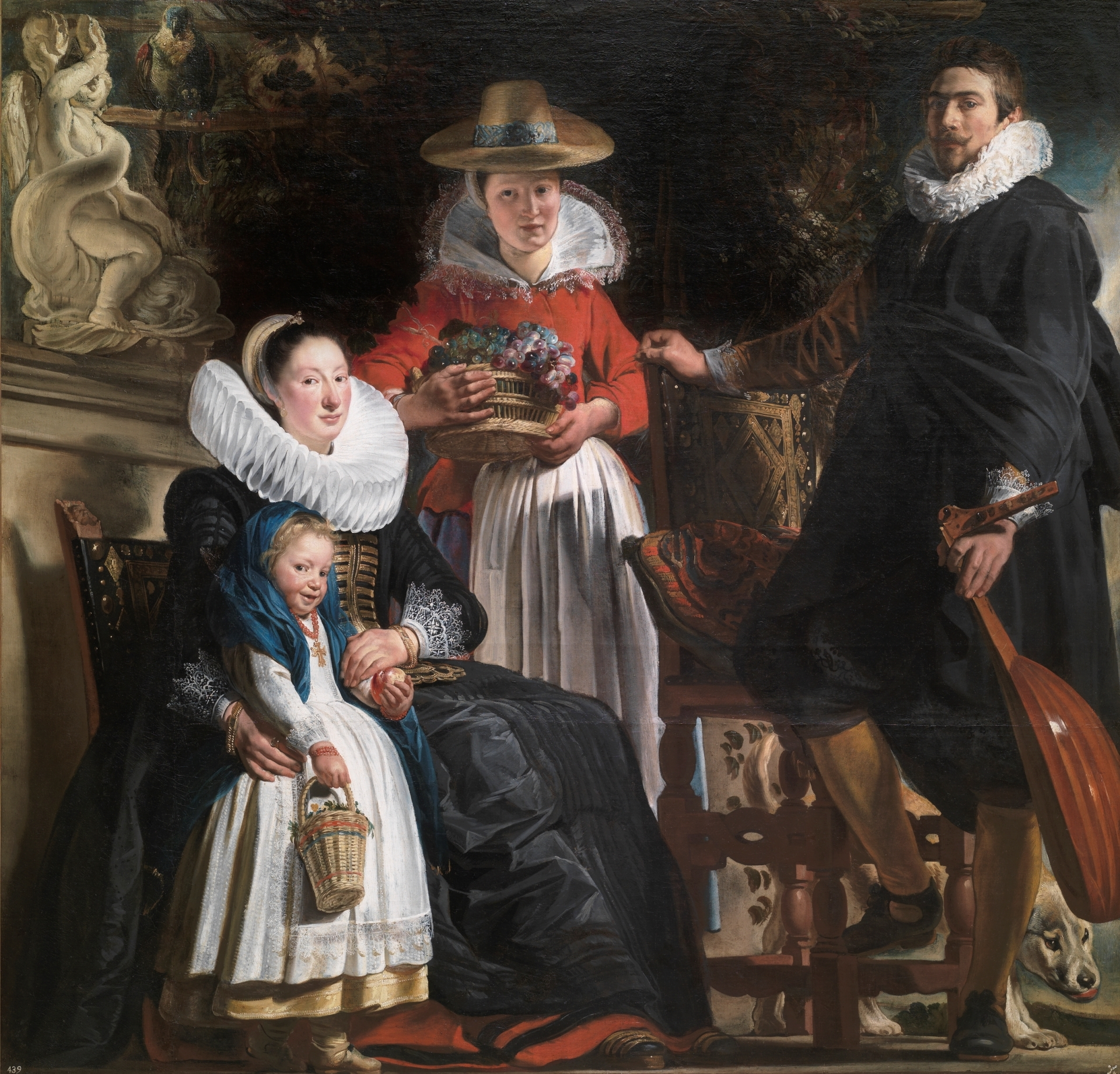
Jordaens: Die Familie Jordaens in einem Garten, um 1621
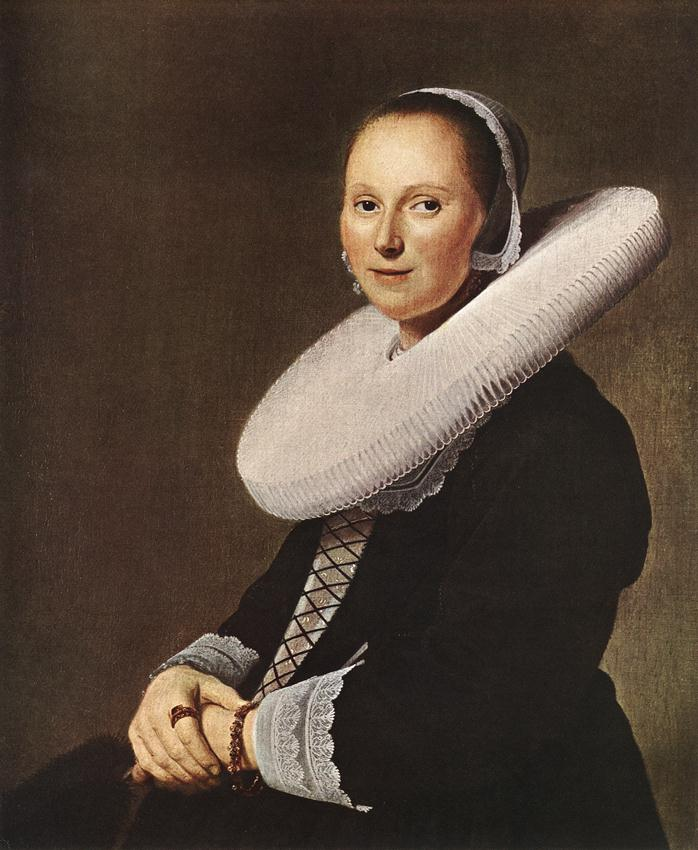
Johannes Cornelisz. Verspronck: Porträt einer Dame mit Mühlsteinkrause, 1644
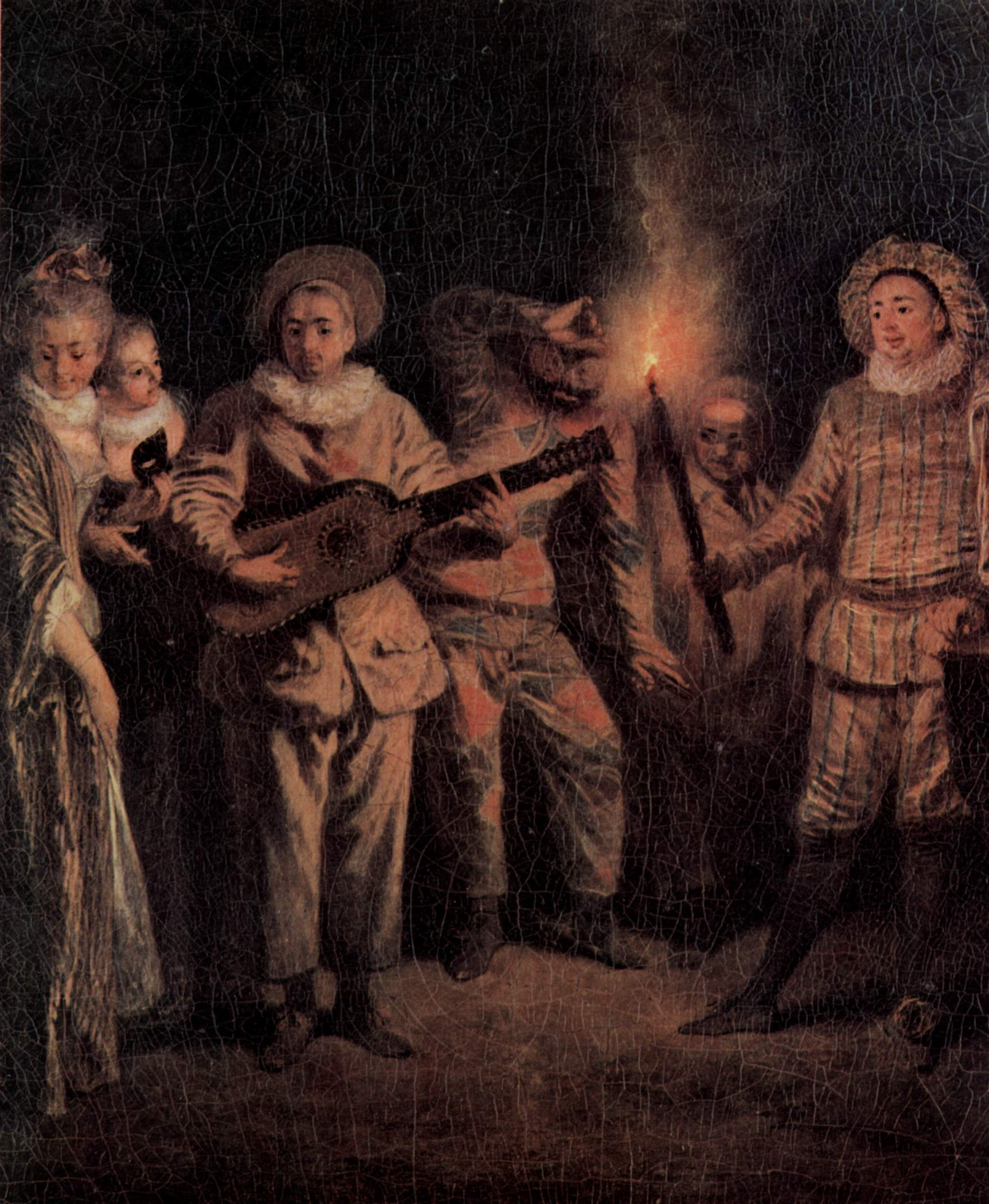
Antoine Watteau: Die italienische Komödie, um 1718
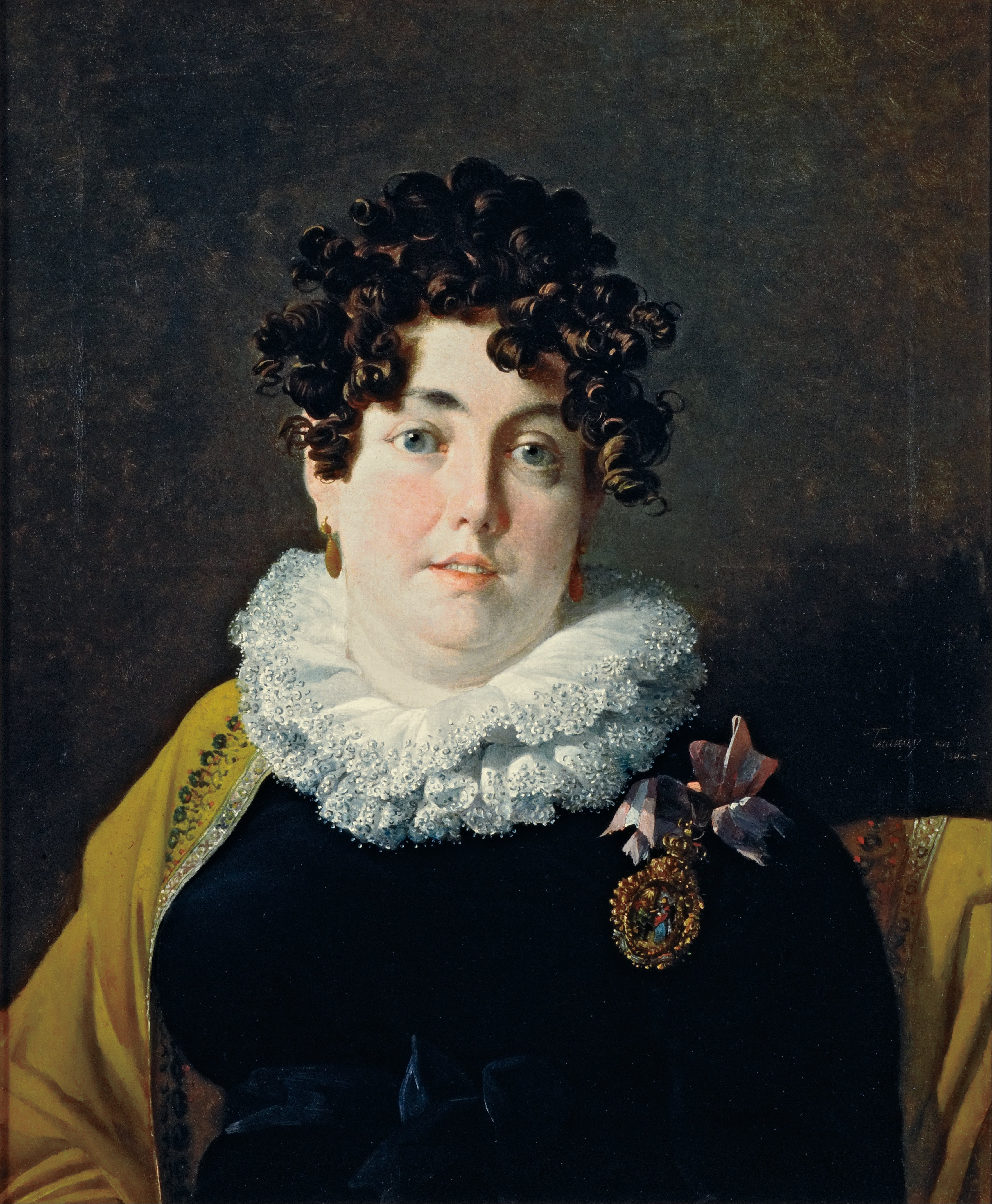
Nicolas-Antoine Taunay: Die Marquesa de Belas, 1816
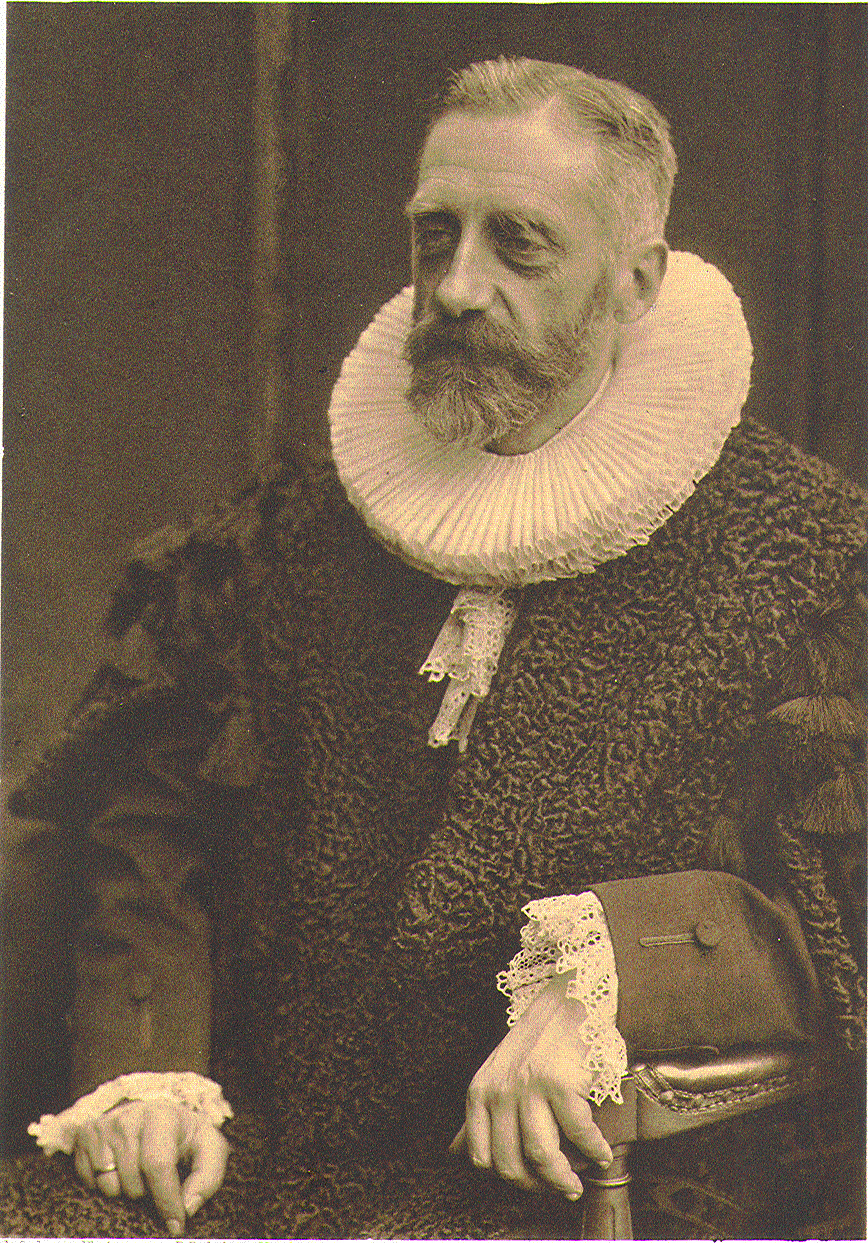
Der Hamburger Bürgermeister Werner von Melle (1905)
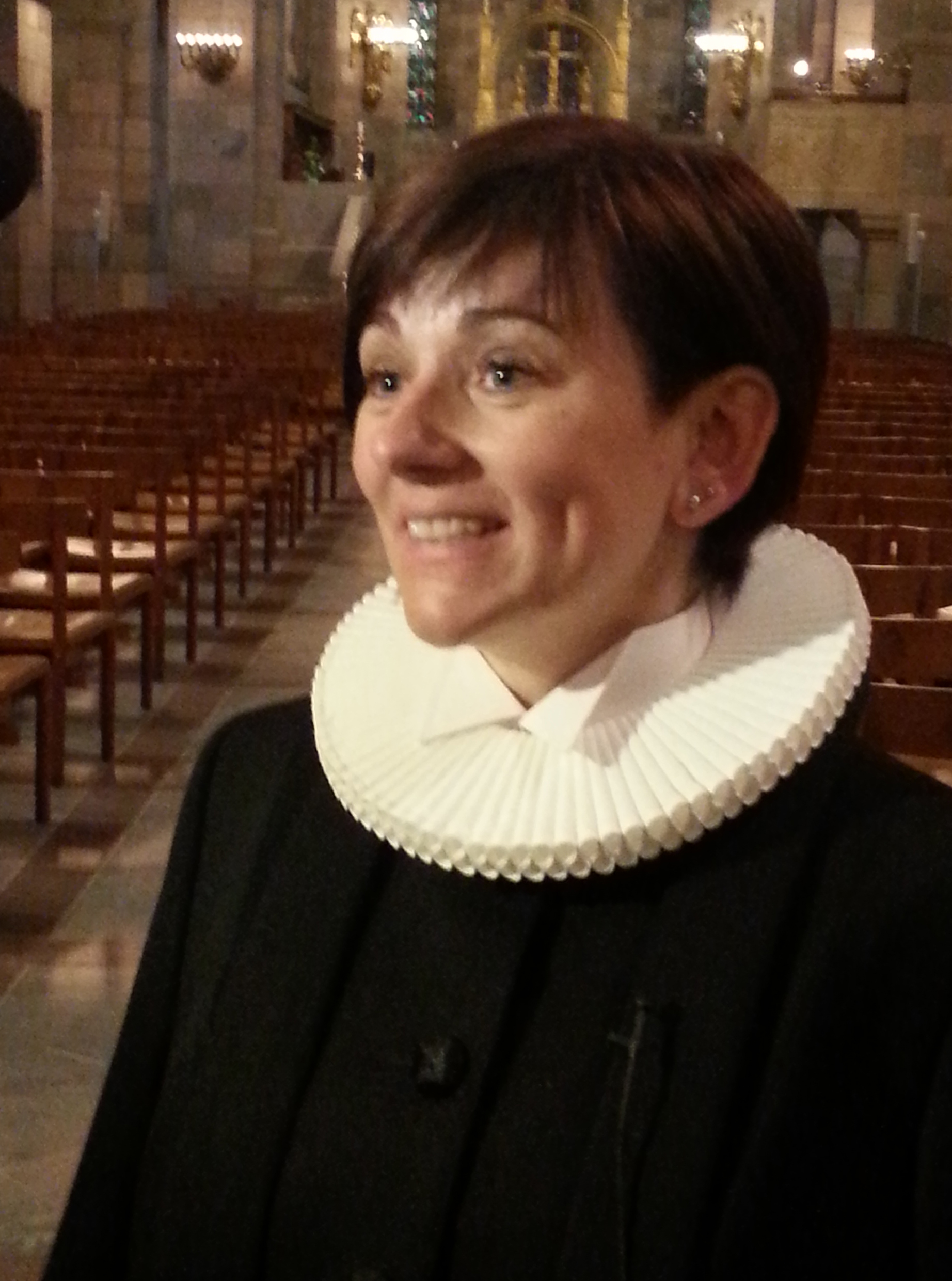
Pernille Vigsø Bagge (2015), Pastorin im Bistum Viborg
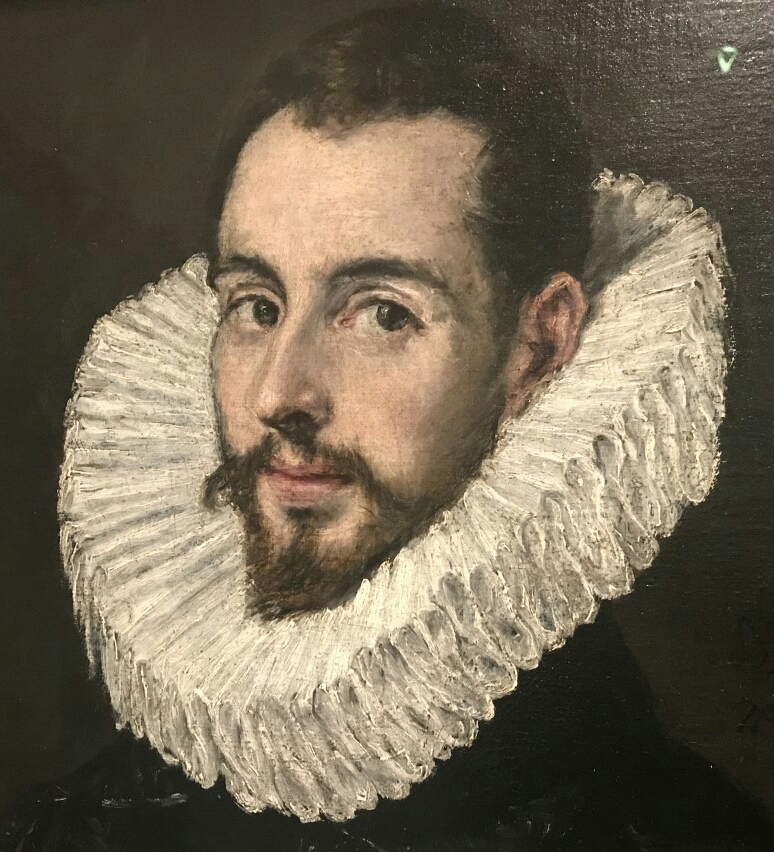
Jorge Manuel Theotokopouli
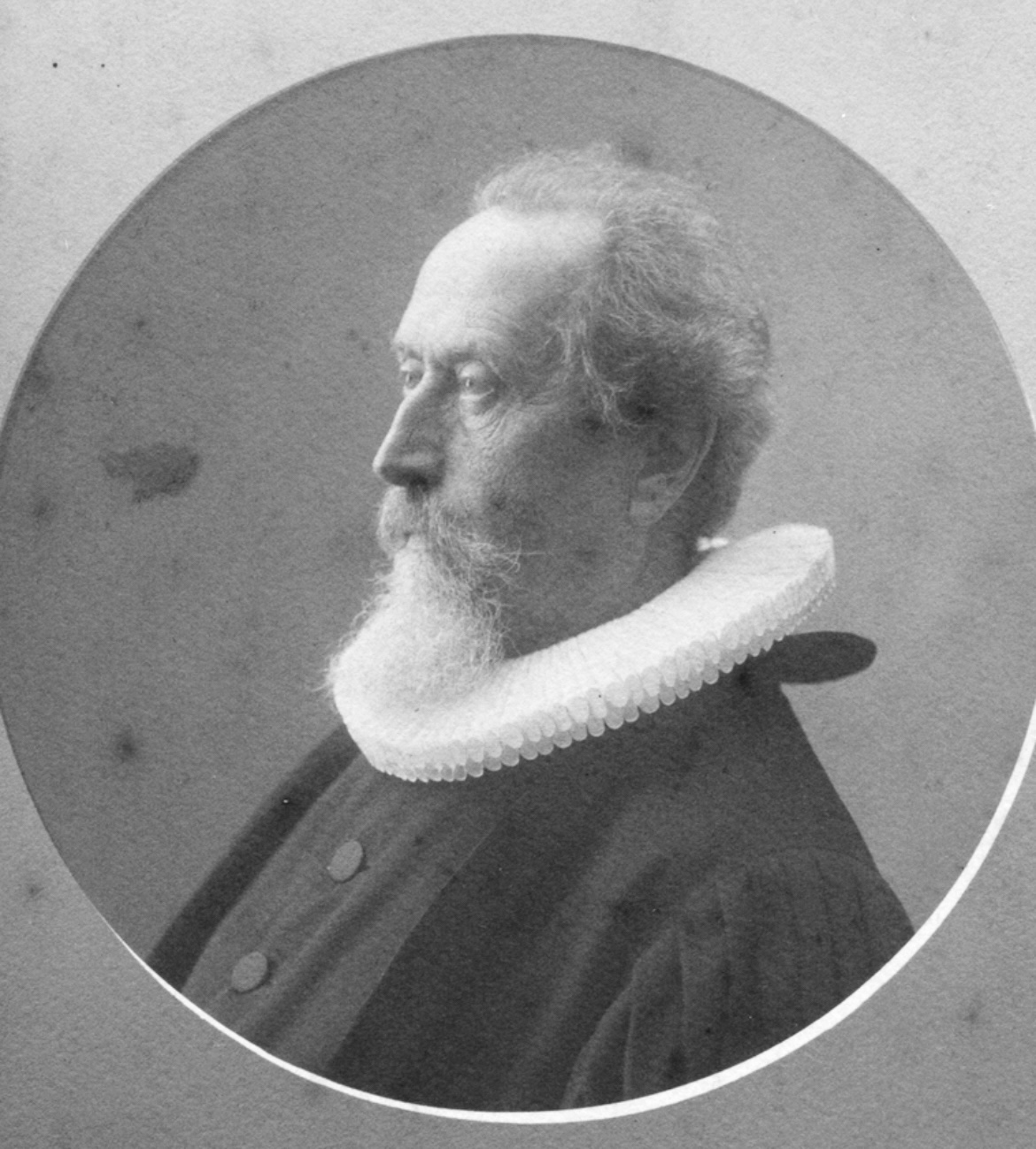
Propst Karl Michael Ludwig Hollensteiner, um 1900
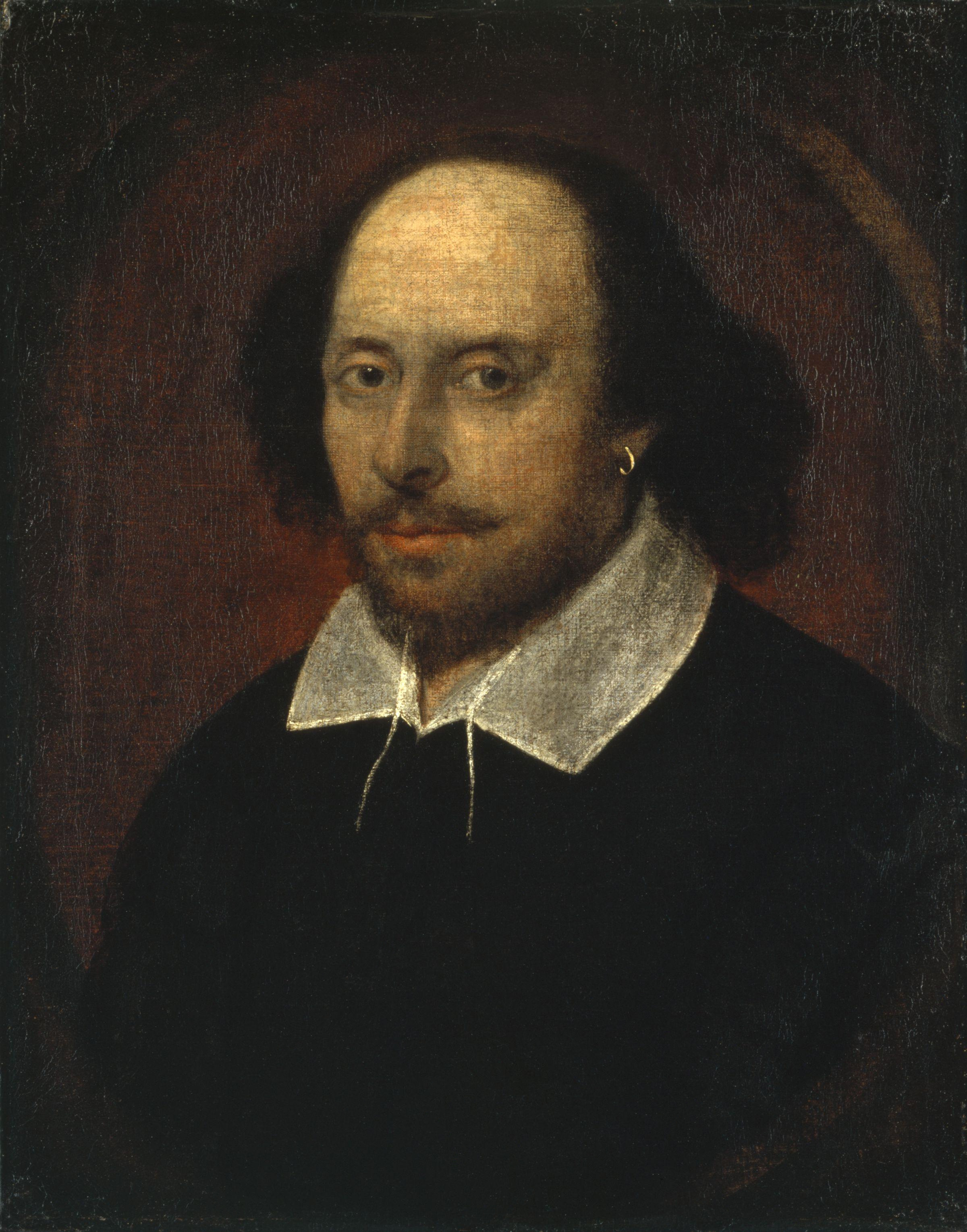
William Shakespeare um 1611 mit einem schlichten Leinenkragen, wie ihn das arbeitende Kleinbürgertum trug.